# 迪帕克·阿胡賈
迪帕克·普拉布·阿胡賈（英語：Deepak Prabhu Ahuja，1963年1月—）是一名在生命科學行業工作的印度裔美國財務主管，之前在汽車製造業工作。他最出名的是擔任特斯拉的前財務長。
阿胡賈擁有瓦拉納西印度理工學院的陶瓷工程學士學位和西北大學麥考密克工程與應用科學學院的碩士學位。阿胡賈於1985年進入西北大學就讀，他的第一節課是由莫里斯·E·費恩教授的。
阿胡賈在匹茲堡附近的肯納金屬公司工作了6年，並獲得卡內基梅隆大學的工商管理碩士學位資格。
1993年，阿胡賈搬到密西根州伍德哈文，接受福特汽車的工作。他成為福特和馬自達合資的汽車聯盟國際的財務長（CFO）。隨後，阿胡賈轉而成為福特在南部非洲的財務長。之後他回到密西根州，擔任福特公司燃油小型汽車產品開發計劃的控制員。
2008年6月13日，阿胡賈獲得特斯拉汽車財務長的職位，向執行長兼總裁澤埃夫·德羅里報告。2015年，阿胡賈從特斯拉退休，之後在2017年2月再次回到特斯拉擔任財務長，取代傑森·惠勒（Jason Wheeler）。他在11年後從特斯拉退休，是在2019年1月30日的2018年第四季度特斯拉收益電話會議上宣布的。
2020年1月，Ahuja加入生命科學公司Verily，擔任其財務長。2022年9月，宣布阿胡賈離開Verily，從9月30日起加入無人機製造公司Zipline，擔任其首任營運長及財務長。

## 延伸閱讀
- Ahuja, Deepak. .   [2022-10-02]. （原始内容存档于2022-12-07） –Vimeo.
- Ahuja, Deepak. . Northwestern University. 16 June 2016  [2022-10-02]. （原始内容存档于2022-10-02） –Youtube.

## 外部連結
- Media related to Deepak Ahuja （页面存档备份，存于） at Wikimedia Commons